# サイクルウェア
サイクルウェア (cyclewear, cycle wear, cycling wear, cycling clothing) とは、サイクリングなど自転車乗車の際に着用するために設計された衣服などのこと。本項では衣服に限らずヘルメット・アイウェア・シューズなどについても扱う。

## ジャージ

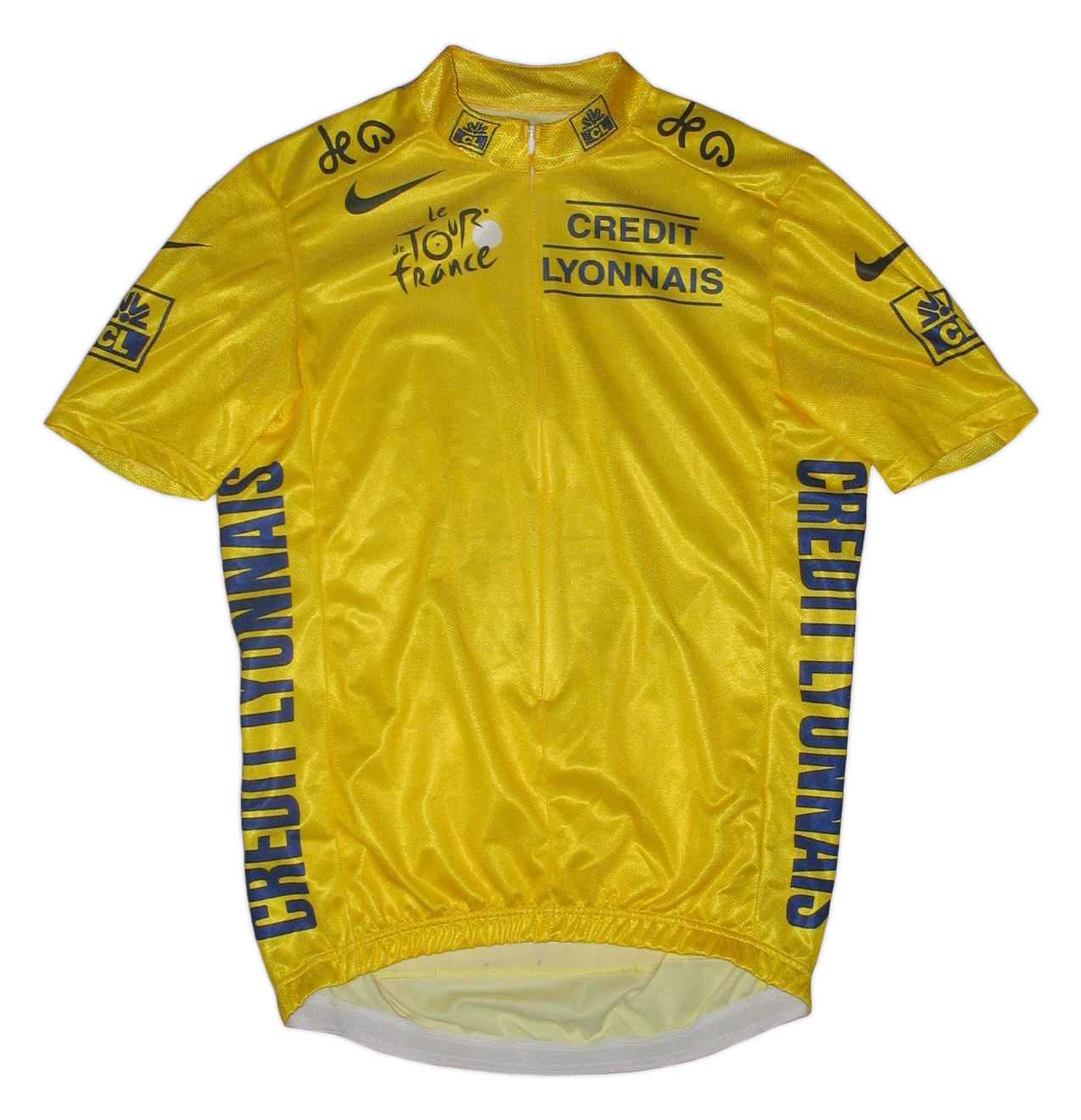
ジャージ。ツール・ド・フランスで総合首位の選手が着用するマイヨ・ジョーヌのレプリカ（旧型）。胸と両脇にある「CREDIT LYONNAIS」は、スポンサーであるクレディリヨネ銀行のこと。

自転車用上半身ジャージ (Cycling jersey)は、自転車ロードレースに参加する選手のために開発されたため、通気性と軽さが重視されている。ロードレースでは前屈のみの姿勢を取る時間が多いため、一般のジャージに比べると背中側の丈が長くなっていることが多い。さらに競技用のものは、ばたつきを抑えるため、体に密着する伸縮性と、速乾性も必要とされる。補給食やスペアボトルなどを入れるためのポケットが背中に付いているのも特徴の一つである。古くは前（胸）ポケットが付いていたが、やがて消滅し現在の形になったという。
プロ選手は、チーム名やスポンサーの名称が入るなど他競技のユニフォームと同様の役割を持つチーム・ジャージを着用し、走る広告としての働きもこなす。サッカーなどと同じく、チームジャージのレプリカが一般に販売されている。自分のひいきチームのレプリカ・ジャージを着て、レース観戦に出かけるのも同様である。なおジャージ以外についてもチーム・レプリカが市販されているものがある。
ツール・ド・フランスなどのステージレースでは、その日のスタート時点での各賞のトップ選手が一目でわかるよう、指定色の特別なジャージ（リーダージャージ）を着用する。特別な例としては、世界選手権優勝者（世界チャンピオン）が着用を許されるマイヨ・アルカンシエルと各国の国内選手権優勝者が着用を許されるナショナルチャンピオンジャージがある。どちらも次のチャンピオンが決まるまでの1年間のみで、チャンピオンでなくなってからは、袖口にアルカンシエルやナショナルカラー、国旗をあしらったジャージを着用することがある。
近年、タイムトライアルに際しては、皮膚よりも空気抵抗の少ない素材で作ったワンピース型のスキンスーツを着用する選手が多い。この場合でも、規則により下半身はレーサーパンツ同様、黒一色である。

## レーサーパンツ

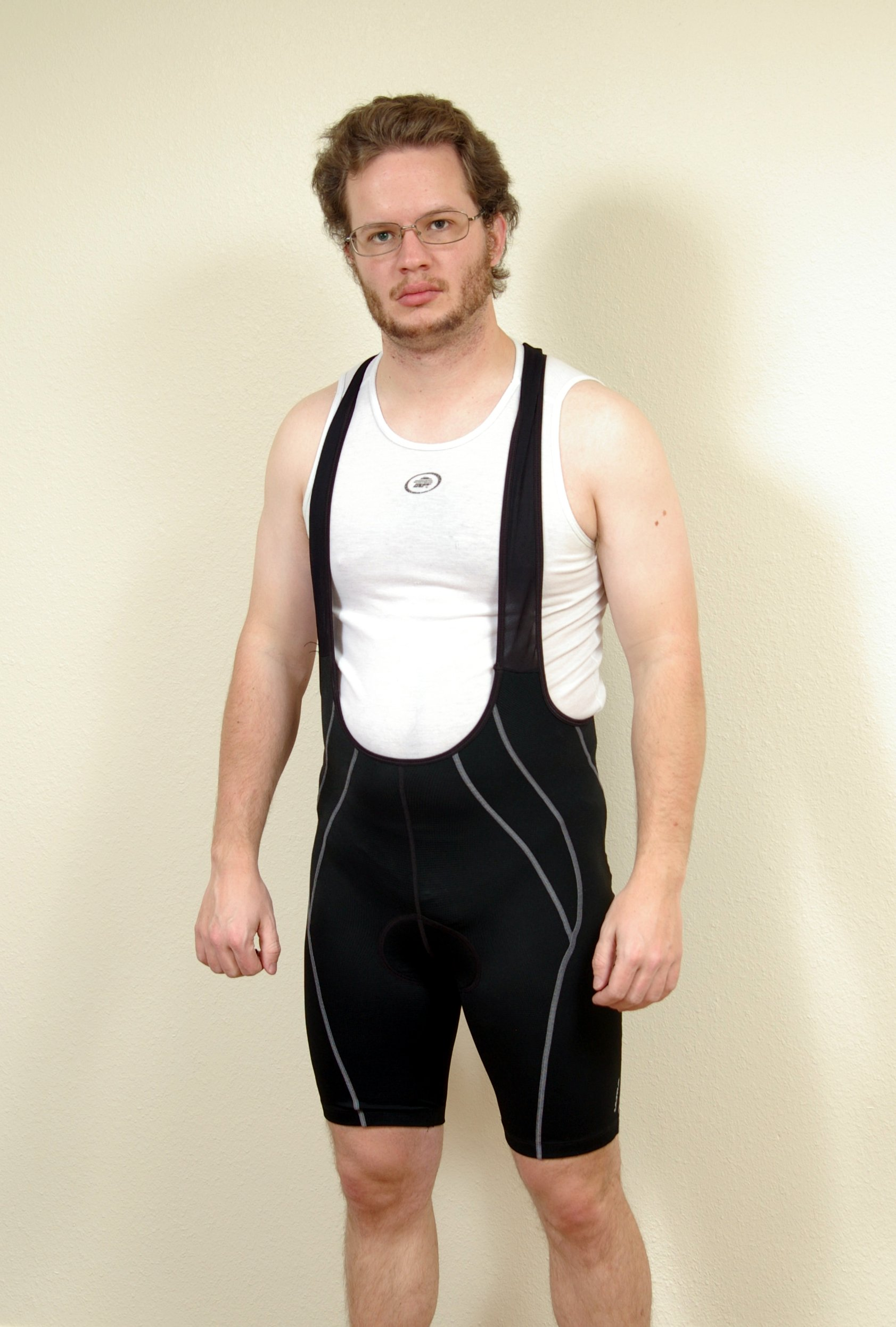
ビブショーツ型のレーサーパンツ

レーサーパンツとは、ジャージと同じく通気性が良く軽い素材（一般にはナイロンスパンデックス）で作られた自転車用下半身ジャージ (Cycling shorts)。通称「レーパン」。狭義のレーサーパンツは後述のパンツタイプのみを示し、ビブショーツを含まない場合がある。
サドルと接触する部分にはパッドが縫い付けられており、長時間の走行がしやすくなっている。肌に密着していると、ペダルを回す際にパンツとサドルが接触することによる摩擦が生じないというメリットがある。しかし下半身の線がはっきり出ることに羞恥心や抵抗を感じる者も多く、ファンライド用の密着しないタイプや、上から他のパンツをはくことを前提にしたインナータイプのものも増えている。女性用には水着のパレオの様に短いスカートを付属させていることもある。
レーサーパンツには、パンツタイプのものと、肩にスリーブをひっかけるビブショーツの2種類がある。ビブショーツは腹部に圧迫を感じにくいのと、腹部が冷えにくい設計なので、ほとんどのプロ選手はビブショーツを着用する（ビブショーツと腹部の間にボトルを入れて運ぶことも出来るので、中継ではアシストの選手がジャージの前を空けて、ボトルを入れているシーンが良く映る）。欠点は、トイレに行ってもジャージを先に脱ぐ必要がある事。サイクルウェアで有名な日本メーカー・パールイズミが2014年、この欠点を克服した「クイックビブ」（ウエストで上下分割が出来る）を考案し国内特許を取得。

## ウインドブレーカー
自転車で走行する場合には前方から強い風を受ける場合が多い。ウインドブレーカーはこの風から効果的に体温を保つためによく用いられる。気候状況などの変化によって着脱することが多く、収納がしやすいように小型・軽量であることが求められる。このため、マイクロファイバーなどの化学繊維で織られ、脇はメッシュで抜けたものが主流となっている。また、ジャージと同様に、背面の丈が長い（普通のスポーツ用を流用してもいいが、こちらは裾が水平なので背中が出ることになる）。季節によっては、袖の無いウインドベストも用いられる。色は様々であるが、他者からの視認性を向上させるために、蛍光色にされた黄やオレンジなどの派手な色が望ましいとされる。

## ジャケット
気温の低下による身体の体温低下を防ぐために作られた自転車用上半身ウェアを「ジャケット」と呼ぶ。ヨーロッパの厳冬期用から日本の秋ごろ気候までの様々な気温に合わせたジャケットが発売されており、自転車用ジャージに比べると一般的に厚手で、生地の目は密で重量は増している。ウインドブレーカーがジャージの上に重ね着する物に対して、ジャケットはジャージとウインドブレーカーの2枚の性能を1枚のウェアにもたせたものと考えると分かりやすい。
ジャケットではジャージに求められる「通気性・軽量性・発汗性能・空気抵抗の低減」に加えて「耐寒性」が求められる。単純に生地を厚くしただけだと重量がかさみ空気抵抗も増加してしまう。逆にウインドブレーカーのように防風性能だけ高めてしまうとウェアの中が汗で蒸れてしまうことになり結果身体が冷え、ウェアのバタつきによって空気抵抗も増加してしまう。自転車ウェアとしての性能を突き詰めると「空気抵抗低減のため身体に密着していて薄手で、なおかつ軽量であり、汗の発散性能は高く、40km/h以上の風圧にも耐えられる」性能が求められる。そのためにジャケットでは大抵の場合、薄手で軽量ではあるが耐風（ウインドストッパー等）機能を持たせた特殊な生地が使われ、さらに、身体の前面・側面・背面などで違った性能の生地を使うことによって汗の発散性能を損なわないように工夫されている。これらによってジャケットはジャージに比べると大変高価な物である。

## レインウェア
基本的には、アウトドアで使われるレインウェアと同様であるが、バタつくと空気の抵抗が大きくなるので、前傾した状態にあわせて立体的に作られているのが自転車用の特徴である。また、ジャケットとパンツ以外に、レイングローブ、ヘルメットカバー、シューズカバーなどがある。材質は雨を弾き湿気だけを放出する、ゴアテックスなどの透湿性素材が主流である。
プロ用に、ジャージに書かれたスポンサー名を見せるための透明なものと、ジャージと同じ柄のレインウェアもある（チームの財政状況による）。一方アマチュアは、レースやブルベでもない限り、雨天時には走らない（特にブルベは、“雨だから”といって休憩していたら時間切れ失格になることもあり得る）。

## サポーター等
ショート丈のレーサージャージやレーサーパンツに対応させ、腕や膝下だけに装着するもので防寒に用いる物を「ウォーマー」と呼ぶ。部位によって名称はそれぞれ異なり、例えば腕なら「アームウォーマー」、脚なら「レッグウォーマー」と呼ぶ。コンパクトに収納できるので普段はジャージのポケットに入れて、寒くなったら素早く着用することができる。素材は保温性の高いものが使用されている。
ウォーマーが寒いときに装着するものに対しＵＶカバーは夏に使用されている。
夏場においては「ＵＶアームカバーやレッグカバー」が上下ともにあり、速乾性素材と触感冷感素材により装着時に涼しく感じさせるとともに、四肢に受ける紫外線をカットさせるものがある。汗や濡らした水が速乾で乾くときに気化熱で素肌よりも涼しくなるような工夫が施されている。

## ヘルメット
ヘルメットは頭部を保護する目的で着用するものであり、サイクルウェアの中では最も重要なものである。現在では、公式な競技に出場する際には着用が義務づけられているが、それ以外の場合、日本の法令では自転車乗車時のヘルメット着用義務はない。しかし特にスポーツ車に乗車する場合には着用することが望ましい。プラスチックなどで作られた保安帽と、スポーツ用の専用設計のものとがあるが、後者の方が安全性が高い。
1970年代から90年代にかけては、革で包んだクッション材の頭部保護具「カスク」（仏：casque、やはりヘルメットのこと。一部で「cusque」と綴られているが誤り）が使用されたが、レースでは現在認められなくなっている。2009年から街乗りの際に“ヘルメットのようにかさばらず、畳めるなど便利”と再び人気を集め始めている。
産業用保護帽（作業用ヘルメット）など自転車乗車用として設計されていない物は横からの衝撃などに対応できない問題がある。オートバイ用ヘルメットは強度的には要件を満たすが、通気性が悪く非常に重たいため自転車用には使われない傾向にある。

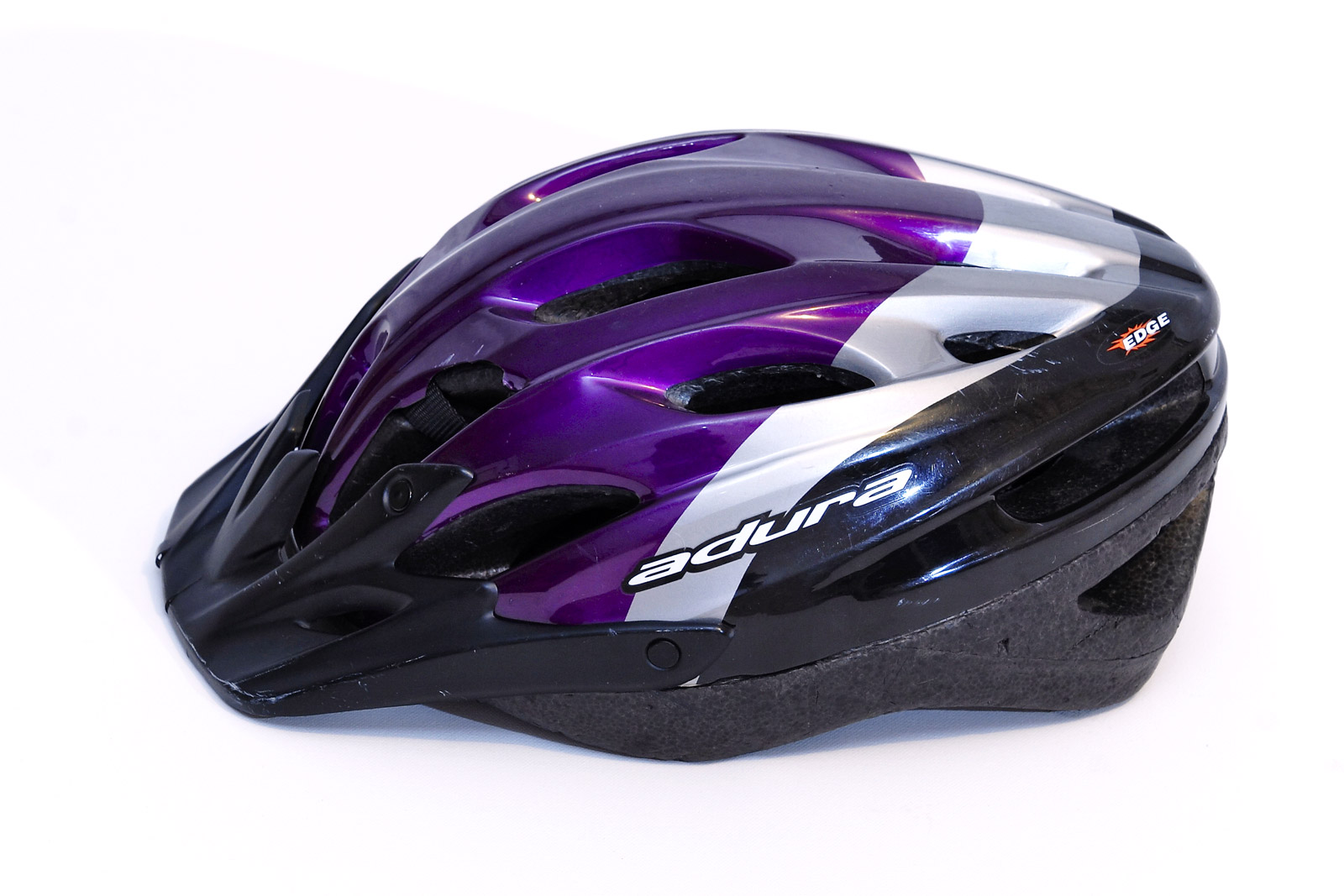
自転車用ヘルメット

ロードレーサー、MTB用
スポーツ車に乗る場合に多く用いられるタイプで、発泡スチロール状のインナーシェルと、アウターシェルからなる。インナーシェルが圧縮されることで衝撃を吸収するため、保安帽に比べ圧倒的に安全である。多くのものには、ベンチレーションと呼ばれる通気口や、吸湿性の高いパッドなどが採用されており、快適性も年々改善されている。
ロードレース用は通常向けとタイムトライアル向けがある。タイムトライアル向けは空気抵抗を減らすため、数値計算で最適化した形状をしている。
MTB用には鍔（バイザー）が付いているモデルもあるが、これは日除けではなく、転倒し前方に放り出された時に顔から地面に叩き付けられるのを防ぐため（先にバイザーが打ち付けられて割れ、顔を庇う）。
ダウンヒルMTB用
マウンテンバイク競技の一種であるダウンヒルには、頭部の安全性をより高めるためにフルフェイスヘルメットを用いる。これはオートバイのものと比べると軽量である。
幼児・児童用
幼児を自転車の座席にのせた場合、自転車の安定性は非常に悪くなる。これにより転倒も増え、投げ出された幼児が頭部を損傷する事故も多発していた。そこで近年普及してきたのが幼児・児童用のヘルメットである。これはほぼスポーツ車用ヘルメットを簡素化した構造をもっている。幼児・児童の保護に効果的であるため、日本では2007年の道路交通法改正で、着用させることが保護者の努力義務になった（法第63条の10）。
BMX用
ハードシェルで耳まで覆うタイプが主流。

## グローブ

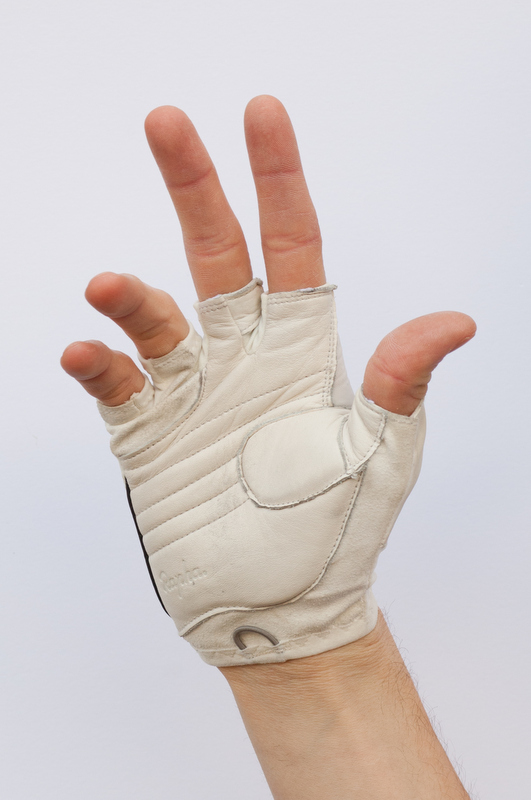
自転車用オープンフィンガーグローブ

グローブ (Cycling glove) は掌全体を保護するために着用される。転倒時に思わず手を着いて掌を擦り剥くのを防ぐ。冬季には併せて防寒具としても使用される。手のひらに内蔵パッド（多く衝撃吸収体で出来ている）が入っているものは、乗車中に掌とハンドルの間に生じる摩擦や手首に伝わる振動を吸収軽減し、手根管症候群（正中神経麻痺）を防ぐ効果もある。
通常の指先までを覆うグローブに加えてオープンフィンガーグローブがある。ブレーキや変速用のレバー操作がしやすいので温暖期にはよく使われる。オープンフィンガーの場合は指先が露出している分だけケガをしやすくなるという指摘もある。防寒用のグローブには断熱用の中綿が入ったものが使われることが多い。
特殊な例として、MTBレース用には前走者が跳ね上げる石から手を守るために甲側にプロテクターが装備されたものもある。

## アイウェア

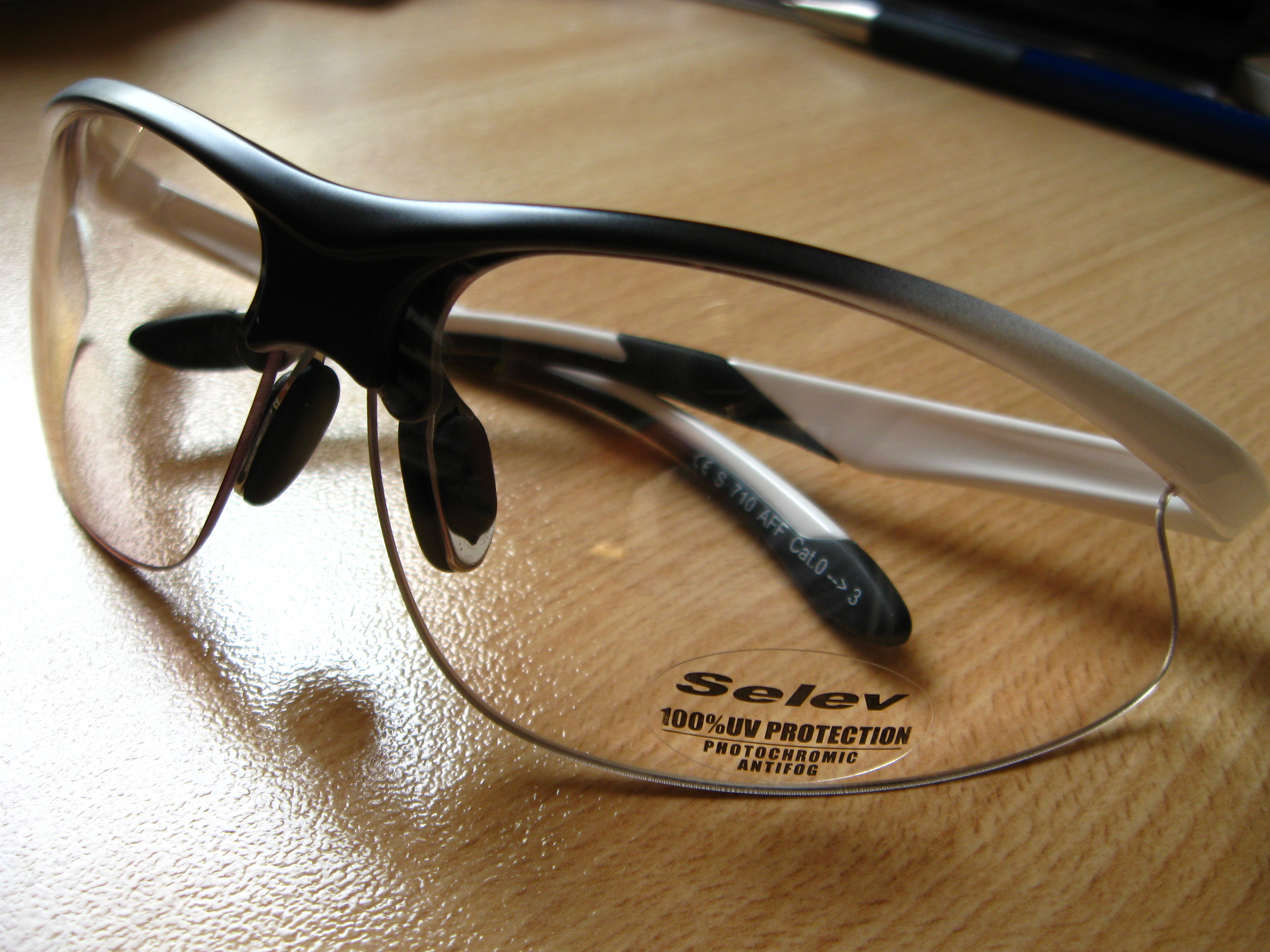
自転車用アイウェア

自転車に乗るときに使う保護用眼鏡。サングラスと呼ばないのは、太陽光を遮ることより大気中に漂うゴミや虫などから目を守る役割の比重が高く、日光の状態に関わらず使用するため（よってゴーグルのような透明レンズの物が存在する。米津一成によれば、レンズ色は濃色より赤や茶系統の方が、光からの防護と同時に、日陰やトンネル内でも見通しが利くという）。眼鏡を用いてもある程度の保護が可能であるが、レンズの口径が小さく、上下の隙間から異物が飛び込んだり風が巻き込んだりしやすいので、専用のものを使うほうが快適である。
レンズの種類は、透過率や色合い、偏光の有無、ミラー効果の有無など様々な種類が用意されている。レンズ交換可能なフレームも多いので、自分の用途や目的に合ったレンズ・フレームを選ぶのが安全走行のポイントになる。
自転車用のアイウェアは顔面に沿うように湾曲した大きなレンズが使われており、風の巻き込みや異物の飛来を防ぐように設計されている。また、転倒時の衝撃で割れたり破片が飛び散って眼球を傷つけたりしない素材が使われている。

## シューズ

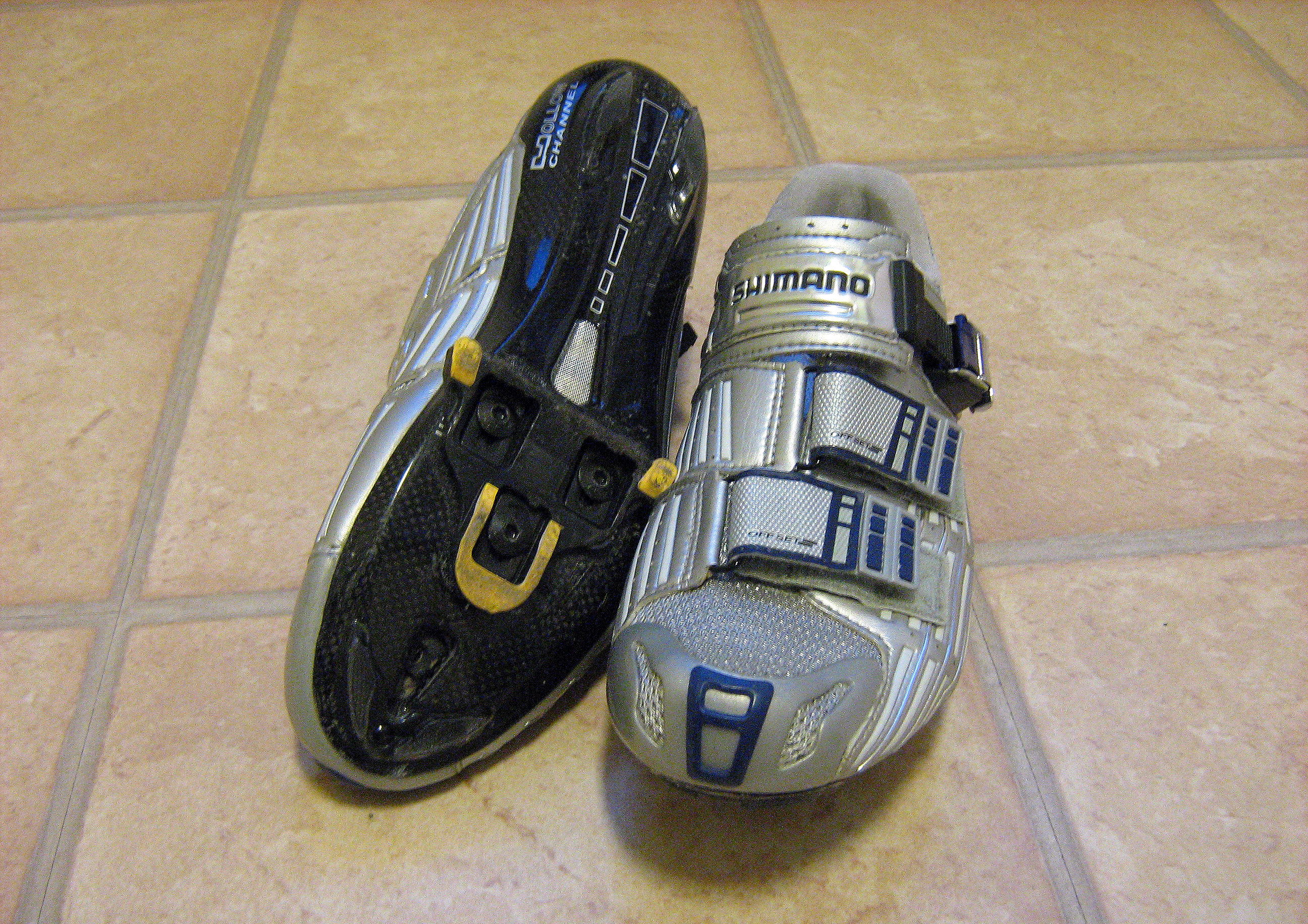
オンロード用シューズ

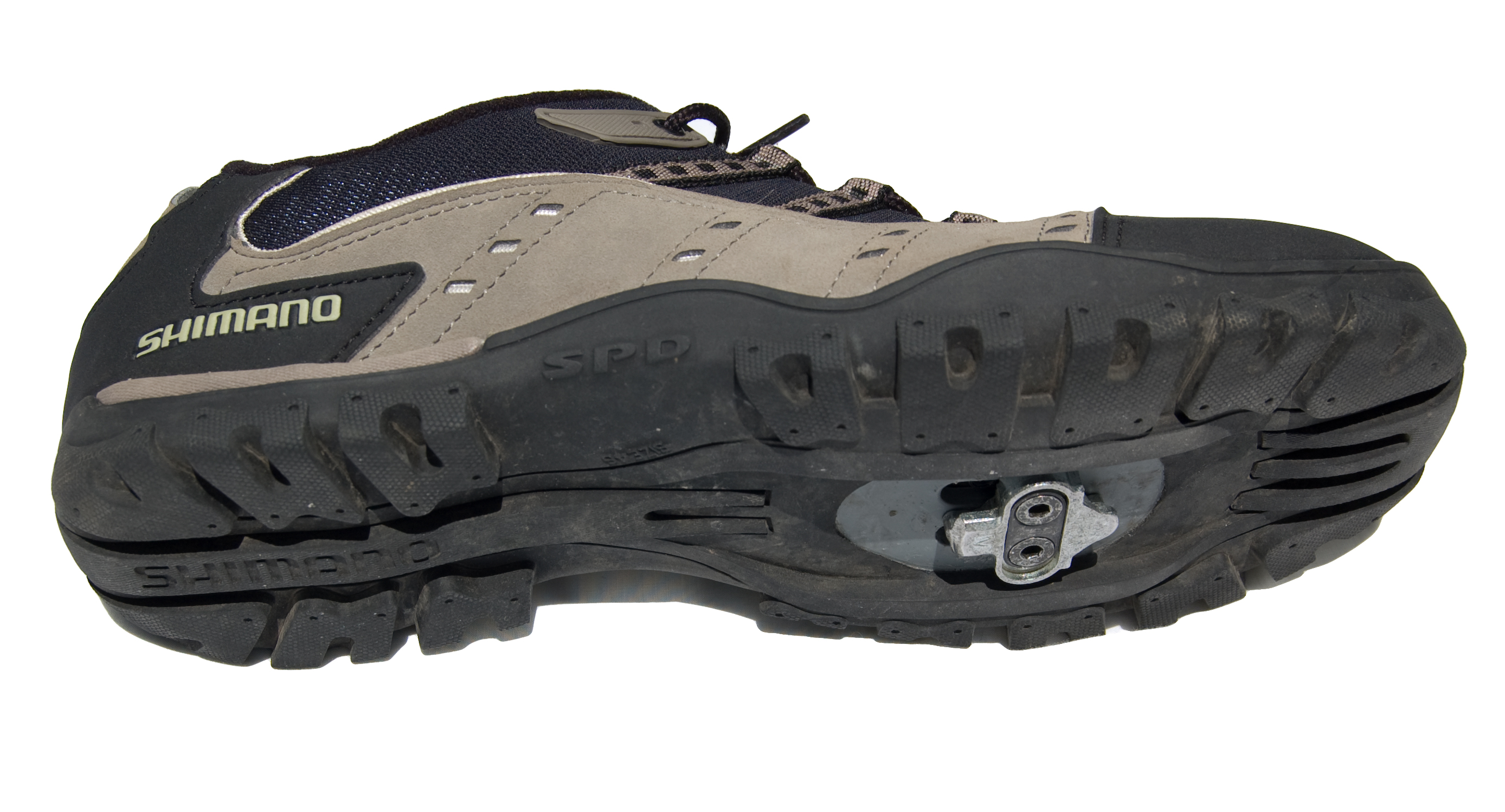
オフロード用シューズ

“街乗り”の際はスニーカーやスポーツシューズでもよいが、各種スポーツで本腰を入れて競技する時にはスパイクシューズ等、それぞれの種目に合った靴を履いてするのが望ましいように、自転車にも専用のシューズがある。近年の専用のシューズは、足を固定する機構を備えたビンディングペダルを使うことが前提となっており、靴底にクリートという固定用具を取り付けるネジ穴があけられている。
これ以外に競輪選手用の、「クリップ・アンド・ストラップモデル」と呼ばれる従来型も、少量ながら生産されている。これはトラックレーサーが、NJS規格を満たした部品以外は競技の公正を維持する必要上使えないため。
オンロード用
大半のロード用シューズは三つのねじ穴が空けられており、大型のクリートを使うペダルに対応している（いわゆるルックタイプ。SPD-SLタイプとも）。アッパーの材質は普通のスポーツシューズと同様で革やナイロン繊維であり、靴底はプラスチックや金属、カーボンが使用される。靴紐式のは一応存在するがごく少数で、ブラッドリー・ウィギンスが落車時のシューズ破損リスクが少ないことから愛用している程度。現在、プロ向けモデルは走行中にも締め付けの調整が容易なラチェット式が多く、ベルクロ式はエントリーモデルが中心。ペダルに力を伝えることに特化されており、靴底はたわまず、クリートが露出しているために歩行は難しく、歩く時はサンダルに履き替えた方が快適である。
オフロード用
マウンテンバイクレースやシクロクロス（コース途中には泥濘地が設けられており、ここでは乗って走っても滑って転倒するだけなので必然的に自転車を担ぎ若しくは押して、自分の足で走ることになる）に特化したものを指す。地面に足をついたり、自転車を降りて走ることがあるので、クリートが露出しないようになっている。オフロード用クリートは、ロード用とは異なり着脱しやすく、泥が詰まりにくい構造になっていて、一般に金属製で小さく、ねじ穴は二つである（いわゆるSPDクリート）。レースモデルは泥で滑ることを防ぐため、ピンスパイクなどを装備しているものもある。
ツーリング、ストリート用
ツーリング愛好家や自転車便など競技を前提としない人々のための、乗車・歩行両方可能なシューズを指す。オフロード用クリートが付けられて街で違和感のないスニーカーのようなもの、山道を歩くために軽登山靴に似た作りになっているもの、自転車での走行に向いているが、歩くことも同時に想定したものなど、さまざまな種類が存在している。